# Born of Hope
Born of Hope, conosciuto anche come Born of Hope: The Ring of Barahir, è un fan film basato sulle note in appendice de Il Signore degli Anelli, romanzo di J. R. R. Tolkien. Le riprese del film si sono svolte in Suffolk, nella Foresta di Epping e in Snowdonia. Il budget del film è stato di 25000 £, mentre le comparse sono state circa 400.

## Trama
La trama del film racconta la storia d'amore di Arathorn e di sua moglie Gilraen durante l'attacco degli orchi di Sauron alle varie comunità della Terra di Mezzo.

## Attori
Come accaduto nel fan film The Hunt for Gollum, anche in questo film sono stati selezionati attori quasi del tutto sconosciuti.

## Accoglienza
The Times ha dato al film una recensione positiva, gli ha assegnato 4 stelle su 5 e ha lodato particolarmente gli attori.